# Rodzina Mikołaja Kopernika

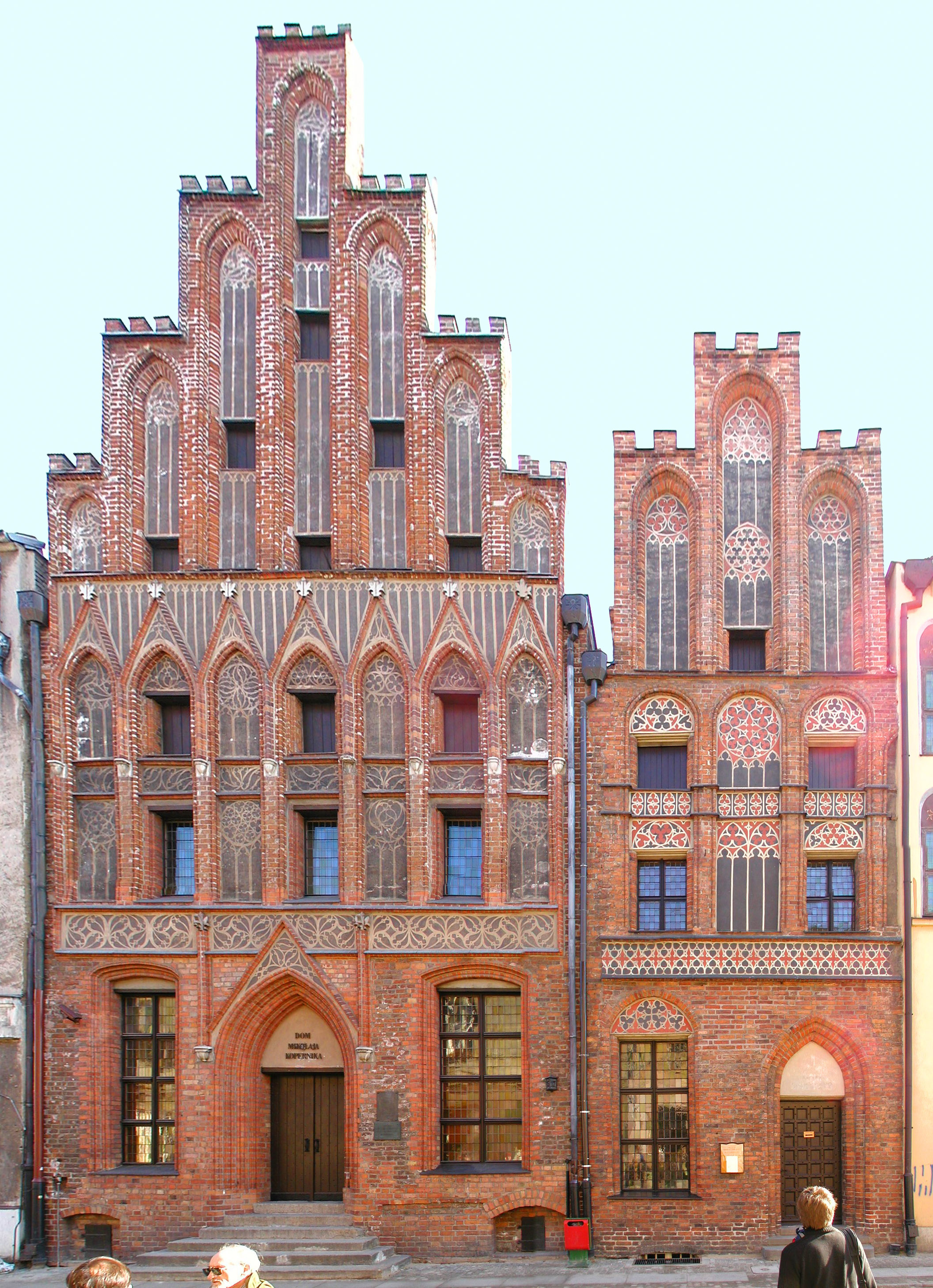
Kamienice (ob. oddział Muzeum Okręgowego) przy ul. Kopernika (dawniej św. Anny), w których urodził się Mikołaj Kopernik

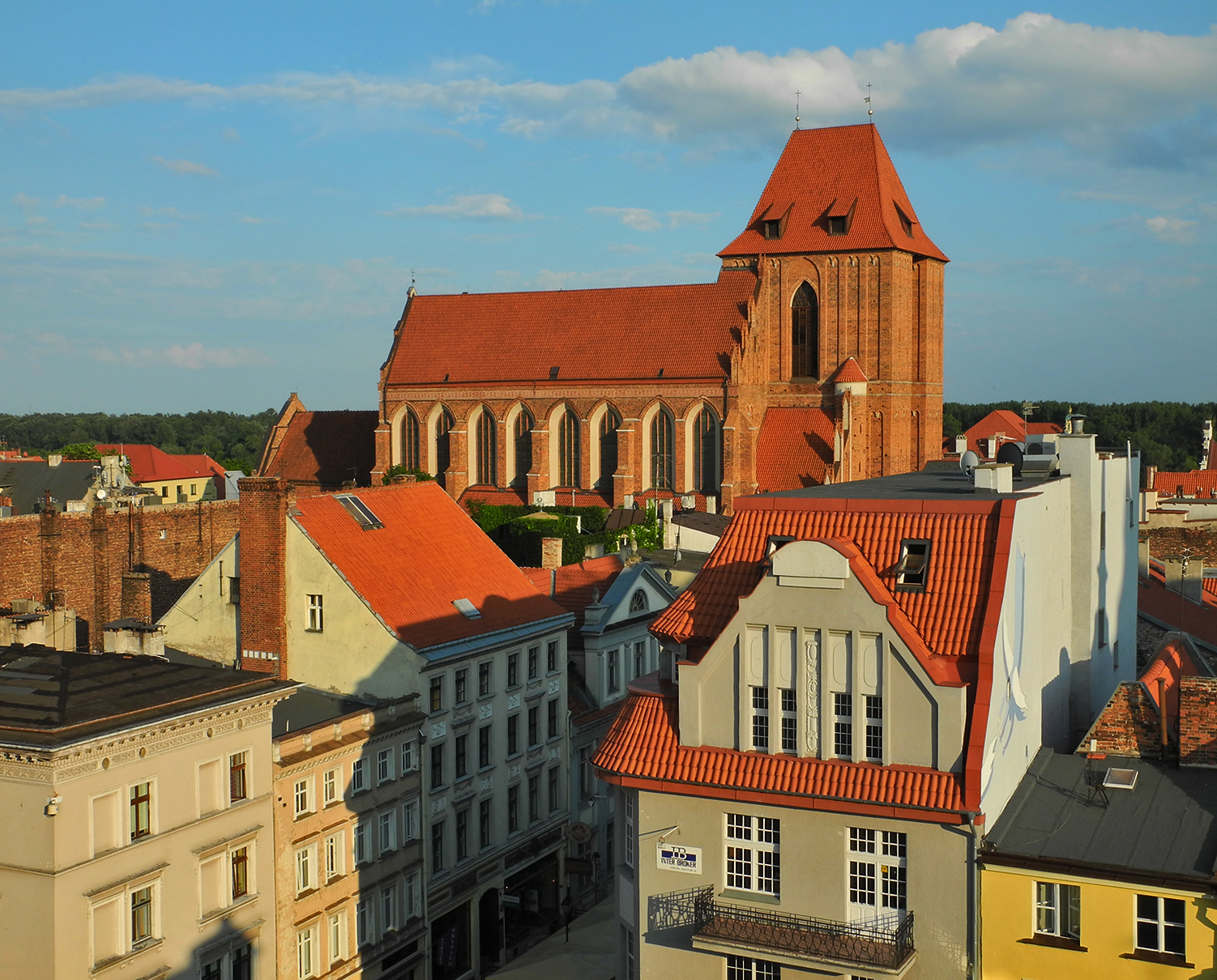
Bazylika katedralna św. Jana Chrzciciela i św. Jana Ewangelisty w Toruniu, w której został ochrzczony Mikołaj Kopernik

Rodzina Mikołaja Kopernika – poszczególni członkowie rodziny Mikołaja Kopernika.

## Rodzice
- Barbara Kopernik z domu Watzenrode (ok. 1440-po 1495) – matka, pochodziła z zamożnej rodziny mieszczan toruńskich. Urodziła się około roku 1440

Jej ojcem był Łukasz Watzenrode, ławnik toruński, który walczył przeciw Krzyżakom i był ranny pod Łasinem w 1454. Pożyczył miastu Toruń w 1460 ogromną kwotę 269 florenów na cele wojenne. Zmarł w 1462 roku, nie doczekawszy się końca wygranej wojny z Zakonem Krzyżackim uwieńczonej pokojem toruńskim w 1466. Miasto spłacało rodzinie tę kwotę jeszcze przez kilkanaście lat. W 1464 nastąpił podział majątku po zmarłym.
Matką Barbary była Katarzyna Rusop, zmarła w 1476. Rodzice zawarli małżeństwo przed rokiem 1439 i oprócz Barbary mieli córkę Krystynę i syna Łukasza. Rodzice mieszkali w Toruniu, ale oprócz tego mieli majątek ziemski Sławkowo. Matka Barbary miała jeszcze trzy córki z poprzedniego małżeństwa z rajcą miejskim Henrykiem Peckaw. Brat został biskupem warmińskim i opiekunem Mikołaja Kopernika astronoma. Barbara przeżyła swojego męża i zmarła po roku 1495.
- Mikołaj Kopernik (ok. 1420–1483) – ojciec, był kupcem krakowskim; synem Jana Kopernika – zamożnego hurtownika krakowskiego[6]. Urodził się ok. 1420[7]. Sprowadził się do Torunia przed 1458 rokiem[7], a przed rokiem 1448 handlował miedzią słowacką, która była transportowana Wisłą do Gdańska i dalej posyłana w świat drogą morską[8]. W 1461 udzielił pożyczki miastu Toruń na walkę z Zakonem Krzyżackim. Mikołaj został ławnikiem toruńskim w 1465, jak wcześniej ojciec Barbary[9]. Wiadomo, że handlował również płótnem. Zmarł w 1483[10]. W kościele św. Jana Barbara wystawiła nagrobek z portretem swego męża znany dziś tylko z kopii, na którym widać mężczyznę z wąsem, ze złożonymi rękoma do modlitwy o podobnych rysach do swego syna Mikołaja.

Barbara wyszła za dużo starszego od siebie kupca krakowskiego Mikołaja Kopernika zapewne około 1460. Mieli czworo dzieci: Andrzeja, Barbarę, Katarzynę i najmłodszego Mikołaja Kopernika.
W 1464 roku w wyniku działu majątku po ojcu rodzina Koperników dostała dom przy ulicy Św. Anny w Toruniu (dzisiejszej ulicy Kopernika), w którym faktycznie już mieszkali. W tym domu przyszedł na świat przyszły astronom, a dziś mieści się jego muzeum. Potem dom ten został sprzedany w 1480 roku,
Kopernikowie również wcześniej nabyli połowę wystawniejszej kamienicy przy rynku już w 1468 roku, do którego się przenieśli zapewne w 1480 roku. Dom ten nie doczekał do naszych czasów i został zburzony w roku 1906.
Kopernikowie posiadali winnicę we wsi Kaszczorek, która dziś stanowi dzielnicę Torunia. Zapewne letnie dni mogli spędzać w majątku ziemskim Sławkowo należącym po dziale majątku ojca do Tiedemana von Allena, męża siostry Barbary.

## Rodzeństwo matki
- Łukasz Watzenrode (1447–1512) – brat Barbary, gdy w 1489 roku został biskupem warmińskim, stał się mecenasem synów Barbary, finansując ich studia i zabierając ich do swej siedziby w Lidzbarku Warmińskim, Łukasz utorował drogę Mikołaja Kopernika. Sam rozpoczął studia na Akademii Krakowskiej w 1463 roku, a w 1465 pojechał do Kolonii i uzyskał tam tytuł magistra sztuk wyzwolonych. W 1473 w roku urodzenia Mikołaja Kopernika, przyszłego astronoma, uzyskał tytuł doktora z prawa kanonicznego na Uniwersytecie w Bolonii.

Tą drogą podążył potem Mikołaj wstępując na Akademię Krakowską w 1491 roku, potem rozpoczynając studia w Bolonii i w końcu w 1503 uzyskując doktorat z prawa kanonicznego na uniwersytecie w Ferrarze. Łukasz wydał cały swój majątek odziedziczony po ojcu w 1464 na edukację. Inwestycja ta zwróciła się mu z nawiązką. W 1474 wrócił do Torunia i ściągnął z rady miejskiej resztę długów, jaką rada zaciągnęła u jego ojca. W 1475 uzyskuje kanonię w Chełmży, a w 1477 kanonię we Włocławku.
W latach 1477–1488 przebywał u boku biskupa, a później prymasa Zbigniewa Oleśnickiego.
Będąc w Rzymie w 1489 roku, wystarał się o biskupstwo warmińskie. Papież Innocenty VIII zatwierdził jego elekcję. Łukasz miał zapłacić servitta, by wykupić bullę – 600 florenów – wszystkie pieniądze jakie posiadał. Król Kazimierz IV Jagiellończyk chciał obsadzić na tym miejscu swego syna biskupa krakowskiego Fryderyka. Król starał się zmienić decyzję, apelował do papieża, naciskał na kler, by przyłączył się do apelacji. Łukasz wszedł w jawny konflikt z królem. Z Rzymu Łukasz wracał na Warmię okrężną drogą przebrany za księgarza, wioząc zarazem swoją pokaźną bibliotekę, z której potem miał również korzystać Mikołaj Kopernik, przebywając w Lidzbarku Warmińskim. Król szykował się nawet do interwencji zbrojnej na Warmii. Papież odrzucił apelację. W 1492 umiera król i sytuacja normalizuje się. Należy podkreślić, że w owym czasie Warmia była również jednym z najbardziej dochodowych biskupstw, dając około 15 tys. grzywien rocznego dochodu.,
Na początku 1512 roku zatruł się nieświeżymi rybami, które spożywał w okresie postu w czasie powrotu z Krakowa z zaślubin króla Zygmunta. Skrajnie osłabiony dowieziony został tylko do Torunia, gdzie zmarł. Pochowany został w Katedrze we Fromborku. Nie znamy dokładnego jego miejsca pochówku. W ciągu swojego życia utrzymywał najbardziej bliskie kontakty z rodziną von Allenów, braćmi Mikołajem i Andrzejem Kopernikami oraz Katarzyną Peckau, swoją przyrodnią siostrą, ksienią w klasztorze w Chełmnie.
- Krystyna von Allen z domu Watzenrode – starsza siostra Barbary, wyszła w 1459 roku za mąż za Tiedemana von Allena, burmistrza toruńskiego[4]. Mieli dwanaścioro dzieci, z których troje umarło niedługo po porodzie. Posiadali majątek ziemski Sławkowo odziedziczony po Łukaszu Watzenrode, ojcu Krystyny, powiększony o dokupioną od brata jego część spadku. Krystyna umiera przed 1502 rokiem.

Jej dzieci to Katarzyna, Tileman, Krystyna, Łukasz, Urszula, Elżbieta, Barbara, Paweł, Albrecht, Kordula. Kordula von Allen wychodzi za Reinholda Feldstedta (1468–1529), rajcę gdańskiego i pierwszego dzierżawcę Nowego Dworu Gdańskiego. Łukasz von Allen zostaje w Toruniu. To jemu ustnie przekazuje swą ostatnią wolę umierający w 1512 roku Łukasz Watzenrode. Krystyna wychodzi za Henryka Krügera, burmistrza toruńskiego, a Barbara za Johana Beutela, który też zostaje burmistrzem Torunia.

## Rodzeństwo
- Andrzej Kopernik – brat, uważany za starszego (urodzony ok. 1465[11]), ale wg ostatnich ustaleń prawdopodobnie jednak o dwa lata młodszy od Mikołaja[12]. Studiował na Akademii Krakowskiej wraz z Mikołajem w latach 1491–1495[13]. Potem kontynuował studia w Bolonii przybywając tam w roku 1498. Został mianowany kanonikiem fromborskim w 1499, jak wcześniej Mikołaj. Rok jubileuszowy 1500 bracia spędzają w Rzymie wśród tłumu pielgrzymów. W 1501 obaj bracia wrócili na Warmię, by prosić kapitułę o możliwość kontynuacji studiów. Andrzej z Mikołajem udają się powtórnie do Italii w połowie 1501 roku, jadąc przez Wrocław. Tym razem kapituła zdecydowała, że bracia będą studiować w innych miastach: Mikołaj w Padwie, a Andrzej prawo w Rzymie. We Fromborku Andrzej usadawia się w 1506 roku, ale i tak częściej przebywa w Rzymie. Na przykład w 1514 roku jest obecny przy próbach zatwierdzenia układu piotrkowskiego regulującego sprawy wyboru biskupów warmińskich. Umarł przed rokiem 1518 w Rzymie na trąd[14], chorobę przywleczoną z okresu studiów w Italii. Poowijany w bandaże w końcu życia wywoływał strach. Mikołaj mimo swych studiów medycznych nie umiał mu pomóc.

- Barbara Kopernik – siostra, urodzona ok. 1469[11]. Wstąpiła do zakonu cysterek w Chełmnie i umarła po roku 1517[15]. Wcześniej do klasztoru wstąpiła Katarzyna Peckau (w 1464 roku) przyrodnia siostra jej matki, gdzie biskup Łukasz Watzenrode wyświęcił ją na ksienię.

- Katarzyna Kopernik – siostra, urodzona ok. 1471[11]. Jako jedyna przedłuża linię genealogiczną, wychodząc za kupca Bartłomieja Gertnera z Krakowa i mając z nim pięcioro dzieci – Katarzynę, Krystynę, Reginę, Jerzego i Albrechta[15].

Rodzina Gertnerów mieszkała w byłym domu Koperników. Z tego tytułu Bartłomiej Gertner płacił rentę Barbarze, siostrze astronoma. Córka Katarzyna wyszła za kupca toruńskiego Andrzeja Wachsschlagera.
Krystyna zaś śladem siostry Mikołaja Kopernika Barbary wstąpiła do zakonu w Chełmnie. Stamtąd uciekła z Kasprem Stulpawitzem, doboszem z Królewca, za którego wyszła za mąż.